# Karussell (Zeitschrift)
Karussell ist eine deutschsprachige Literaturzeitschrift aus Wuppertal. Sie erschien erstmals im Dezember 1980, gegründet von Jo Micovich und Jörg Aufenanger in Zusammenarbeit mit der Literaturwerkstatt der Volkshochschule Wuppertal. Die Reihe wurde 1982 aus Geldmangel eingestellt. 

## Neugründung
Eine Neugründung erfolgte 2012 unter Federführung von Friederike Zelesko, mit dem Redaktionsteam Sibyl Quinke, Dorothea Müller, Dorothea Renckhoff und Marianne Ullmann, im Verlag HP Nacke und in Zusammenarbeit mit der Bezirksgruppe des Verband deutscher Schriftstellerinnen und Schriftsteller (VS). 
Seit 2016 erscheint die Zeitschrift zweimal jährlich im Bergischen Verlag Remscheid, herausgegeben vom Literaturhaus Wuppertal e.V. in Zusammenarbeit mit dem VS-Bezirk Wuppertal-Bergisches Land. Die Redaktion besteht aus Andreas Steffens, Thorsten Krämer und Max Christian Graeff. 
Schwerpunkte sind Prosa, Lyrik, Essay und Kunst. Das jeweilige Thema wird überregional ausgeschrieben und alle vier Ausgaben mit der Wuppertaler Literaturbiennale verbunden. Die Beiträge werden von einem redaktionellen Teil mit Essays, biografischen Skizzen, Lektüreberichten etc. begleitet. Auch bekannte Autoren aus der Region Wuppertal sind vertreten, zum Beispiel Jörg Degenkolb-Degerli, Karl Otto Mühl, Ingrid Stracke, Angelika Zöllner und Safeta Obhodjas.

## Ausgaben
Seit 2016 erscheinen zwei Ausgaben jährlich, einzeln im Buchhandel oder im Abonnement erhältlich. Jede Ausgabe widmet sich einem Thema. Die Redaktion ruft regelmäßig zur Mitarbeit auf.